# 弗朗丝·加罗
弗朗丝·加罗（法語：France Gareau，1967年4月15日—），加拿大女子田径运动员，主攻短跑。她曾代表加拿大参加1984年夏季奥林匹克运动会田径比赛，获得女子4×100米接力银牌。